# Lajets
Lajets (en macédonien Лажец) est un village du sud-est de la Macédoine du Nord, situé dans la municipalité de Bitola. Le village comptait 302 habitants en 2002.

## Démographie
Lors du recensement de 2002, le village comptait :
- Macédoniens : 161
- Albanais : 135
- Serbes : 4
- Autres : 2